# 世纪金源集团
世纪金源集团 (英語：Century Golden Resources Group）是一家中国大型跨国房地产开发公司，注册地为北京市海淀区远大路1号金源时代购物中心650号。

## 历史
集团公司由菲律宾华侨黄如论于1991年创建于福建省，属下拥有20家五星级世纪金源大酒店以及10家世纪金源购物中心，2013年年收入达到50亿美元。2018年1月，黄如论将其持有的公司50%股权和30%股权分别转让给其子黄涛与黄世荧。